# Семиречка (село)
Семире́чка (укр. Семирічка) — село на Украине, находится в Гайсинском районе Винницкой области.
Код КОАТУУ — 0520885403. Население по переписи 2001 года составляет 377 человек. Почтовый индекс — 23723. Телефонный код — 4334.
Занимает площадь 13,76 км².

## Адрес местного совета
23723, Винницкая область, Гайсинский р-н, с.Семиречка, ул.1 Мая, 48